# Garfield (Géorgie)
Pour les articles homonymes, voir Garfield.
Garfield est une ville américaine située dans le comté d'Emanuel, en Géorgie. Selon le recensement de 2020, sa population est de 257 habitants.